# Тиберий Клавдий Помпеян
Тиберий Клавдий Помпеян (на латински: Tiberius Claudius Pompeianus; * 125, † 193) е политик и генерал на Римската империя.

## Биография
Помпеян произлиза от Антиохия в Сирия. Син е на конника Клавдий Квинтиан.
Помпеян е от 164 до 167 г. преторски легат (управител) на Долна Панония. Вероятно след това през 167 г. Помпеян става суфектконсул.
След смъртта на Луций Вер през 169 г. той се жени за неговата вдовица Луцила, дъщеря на император Марк Аврелий. През 173 г. той е редовен консул заедно с Гней Клавдий Север. Той става шеф на генералния щаб на Марк Аврелий и по времето на маркоманската война Помпеян води imperiuma на Дунава.
Новият император Комод не се вслушва в неговия съвет да се продължи маркоманската война. Въпреки екзекуцията на Луцила и неговия роднина (племенник?) Тиберий Клавдий Помпеян Квинтиан, които плануват атентат против Комод, императорът запазва Помпеян. Помпеян отказва предложената му императорска власт след смъртта на Комод, също така и предложеното му сърегентство от Дидий Юлиан.